# 第一勸業銀行
第一勸業銀行（日语：株式会社第一勧業銀行，だいいちかんぎょうぎんこう）是日本的一家存在於1971年至2002年之間的都市銀行，也是瑞穗銀行的前身之一。第一勸業銀行是由第一銀行和日本勸業銀行兩家銀行合併誕生。合併後的第一勸業銀行的總資產超過富士銀行，成為日本第一位的都市銀行。這次合併也是日本二戰之後首次都市銀行之間的合併。

## 外部連結
- 第一勧業銀行 (Webアーカイブ)